# 에디 펩피톤

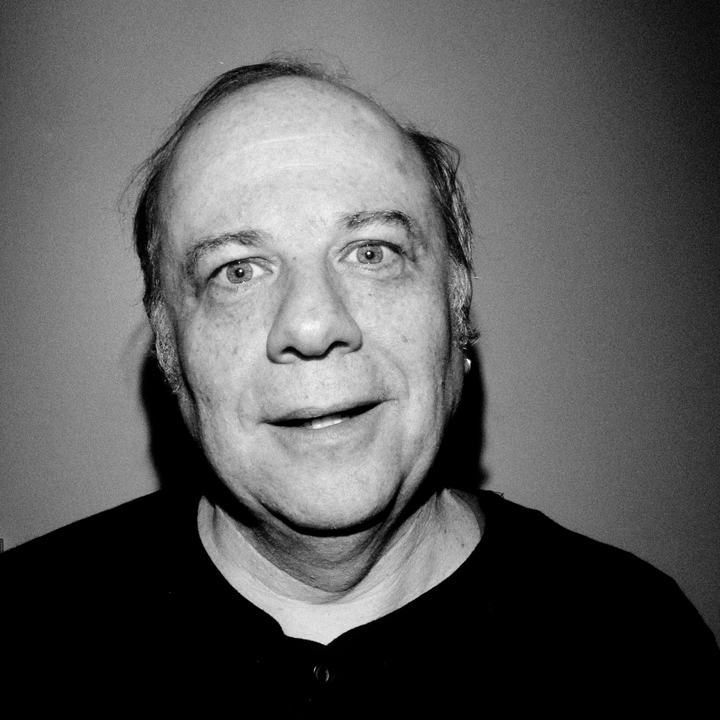
2012년 모습

에디 페피톤(Eddie Pepitone, 1958년 11월 5일 ~ )은 미국의 배우, 스탠드업 코미디언, 팟캐스터이다.
브루클린에서 태어났다.

## 출연 작품

### 영화
- 올드 스쿨 (2003)
- 산타 포스를 찾는 모험 (2010, The Search for Santa Paws)
- 머펫 대소동 (2011) - 우편 집배원 역
- 더 비터 부다 (2012, The Bitter Buddha) - 본인 (다큐멘터리)
- 프리 라이드 (2013, Free Ride)
- Trunk'd (2014) - 랜디 역
- 앵그리 비디오 게임 너드: 더 무비 (2014)
- 안 핸섬한 형사 핸섬 (2017, Handsome) - 더랜티 역

### 텔레비전
- 로앤오더: 뉴욕 특수수사대 (2002)
- 킹 오브 퀸즈 (2004)
- 지미 키멀 라이브! (2004-09) - 초대 손님 역
- 사라 실버맨 프로그램 (2007-10, The Sarah Silverman Program.)
- Funny or Die Presents... (2010)